# Cean
Cean – wieś w Rumunii, w okręgu Satu Mare, w gminie Săuca. W 2011 roku liczyła 275 mieszkańców.